# Topola (gromada w powiecie kazimierskim)
Topola – dawna gromada, czyli najmniejsza jednostka podziału terytorialnego Polskiej Rzeczypospolitej Ludowej w latach 1954–1972.
Gromady, z gromadzkimi radami narodowymi (GRN) jako organami władzy najniższego stopnia na wsi, funkcjonowały od reformy reorganizującej administrację wiejską przeprowadzonej jesienią 1954 do momentu ich zniesienia z dniem 1 stycznia 1973, tym samym wypierając organizację gminną w latach 1954–1972.
Gromadę Topola z siedzibą GRN w Topoli utworzono – jako jedną z 8759 gromad na obszarze Polski – w powiecie pińczowskim w woj. kieleckim, na mocy uchwały nr 13h/54 WRN w Kielcach z dnia 29 września 1954. W skład jednostki weszły obszary dotychczasowych gromad Kamyszów, Topola i Cudzynowice (bez placów przy przejeździe kolei przez szosę) ze zniesionej gminy Topola w tymże powiecie. Dla gromady ustalono 23 członków gromadzkiej rady narodowej.
1 stycznia 1956 gromada weszła w skład nowo utworzonego powiatu kazimierskiego w tymże województwie.
31 grudnia 1959 do gromady Topola przyłączono wsie Kobylniki i Krępice, parcelacje Ostrów i Międzygórze oraz zaścianki Jagiełki i Seselów ze zniesionej gromady Kobylniki.
1 stycznia 1970 z gromady Topola wyłączono część obszaru wsi Cudzynowice pod nazwą Hektary o 30 ha, włączając ją do miasta Kazimierza Wielka.
Gromada przetrwała do końca 1972 roku, czyli do kolejnej reformy gminnej.